# San Marino Calcio 2006-2007
Questa pagina raccoglie le informazioni riguardanti il San Marino Calcio nelle competizioni ufficiali della stagione 2006-2007.

## Rosa
| N. |                      | Ruolo | Calciatore         |
| -- | -------------------- | ----- | ------------------ |
|    | Italia (bandiera)    | C     | Giovanni Abate     |
|    | Italia (bandiera)    | C     | Francesco Amantini |
|    | Italia (bandiera)    | C     | Simone Berardi     |
|    | Venezuela (bandiera) | A     | Richard Blanco     |
|    | Italia (bandiera)    | D     | Samuele Buda       |
|    | Italia (bandiera)    | D     | Luca Ceccarelli    |
|    | Italia (bandiera)    | C     | Fabio Dall'Ara     |
|    | Italia (bandiera)    | D     | Luca D'Angelo      |
|    | Italia (bandiera)    | P     | Emiliano Dei (I)   |
|    | Italia (bandiera)    | D     | Vito Di Bari       |
|    | Italia (bandiera)    | D     | Roberto Di Maio    |
|    | Italia (bandiera)    | C     | Davide Faieta      |
|    | Italia (bandiera)    | C     | Luca Ferrari       |
|    | Italia (bandiera)    | D     | Salvatore Ferraro  |

| N. |                       | Ruolo | Calciatore           |  |
| -- | --------------------- | ----- | -------------------- |  |
|    | Italia (bandiera)     | C     | Adriano Fiore (II)   |  |
|    | Italia (bandiera)     | D     | Michele Florindo     |  |
|    | Italia (bandiera)     | C     | Francesco Giorgetti  |  |
|    | Italia (bandiera)     | D     | Alessandro Ligi      |  |
|    | Italia (bandiera)     | C     | Tiziano Mottola      |  |
|    | Italia (bandiera)     | C     | Nicola Napolitano    |  |
|    | Italia (bandiera)     | C     | Matteo Nevicati      |  |
|    | Italia (bandiera)     | D     | Devis Nossa          |  |
|    | San Marino (bandiera) | P     | Aldo Simoncini       |  |
|    | Italia (bandiera)     | C     | Davide Tedoldi       |  |
|    | Italia (bandiera)     | C     | Alessandro Turchetta |  |
|    | Italia (bandiera)     | A     | Alberto Villa        |  |
|    | San Marino (bandiera) | A     | Matteo Vitaioli      |  |

## Risultati

### Campionato

#### Girone di andata
| 3 settembre 2006 1ª giornata | Lanciano | 1 – 0 | San Marino |  |

| 10 settembre 2006 2ª giornata | San Marino | 4 – 0 | Salernitana |  |

| 17 settembre 2006 3ª giornata | San Marino | 1 – 1 | Ternana |  |

| 24 settembre 2006 4ª giornata | Manfredonia | 4 – 3 | San Marino |  |

| 1º ottobre 2006 5ª giornata | San Marino | 1 – 2 | Ravenna |  |

| 8 ottobre 2006 6ª giornata | Sambenedettese | 1 – 0 | San Marino |  |

| 15 ottobre 2006 7ª giornata | San Marino | 1 – 0 | Teramo |  |

| 22 ottobre 2006 8ª giornata | Perugia | 1 – 0 | San Marino |  |

| 29 ottobre 2006 9ª giornata | San Marino | 3 – 3 | Taranto |  |

| 5 novembre 2006 10ª giornata | Cavese | 2 – 2 | San Marino |  |

| 12 novembre 2006 11ª giornata | San Marino | 0 – 1 | Juve Stabia |  |

| 19 novembre 2006 12ª giornata | Giulianova | 0 – 1 | San Marino |  |

| 26 novembre 2006 13ª giornata | Foggia | 1 – 0 | San Marino |  |

| 3 dicembre 2006 14ª giornata | San Marino | 1 – 2 | Avellino |  |

| 10 dicembre 2006 15ª giornata | Martina | 1 – 2 | San Marino |  |

| 17 dicembre 2006 16ª giornata | San Marino | 1 – 2 | Gallipoli |  |

| 23 dicembre 2006 17ª giornata | Ancona | 2 – 4 | San Marino |  |

#### Girone di ritorno
| 14 gennaio 2007 18ª giornata | San Marino | 1 – 0 | Lanciano |  |

| 21 gennaio 2007 19ª giornata | Salernitana | 1 – 0 | San Marino |  |

| 28 gennaio 2007 20ª giornata | Ternana | 0 – 0 | San Marino |  |

| 4 febbraio 2007 21ª giornata | San Marino | 0 – 0 | Manfredonia |  |

| 11 febbraio 2007 22ª giornata | Ravenna | 1 – 0 | San Marino |  |

| 18 febbraio 2007 23ª giornata | San Marino | 2 – 2 | Sambenedettese |  |

| 25 febbraio 2007 24ª giornata | Teramo | 0 – 0 | San Marino |  |

| 4 marzo 2007 25ª giornata | San Marino | 0 – 2 | Perugia |  |

| 18 marzo 2007 26ª giornata | Taranto | 1 – 1 | San Marino |  |

| 25 marzo 2007 27ª giornata | San Marino | 2 – 0 | Cavese |  |

| 1º aprile 2007 28ª giornata | Juve Stabia | 2 – 1 | San Marino |  |

| 7 aprile 2007 29ª giornata | San Marino | 0 – 1 | Giulianova |  |

| 15 aprile 2007 30ª giornata | San Marino | 2 – 3 | Foggia |  |

| 22 aprile 2007 31ª giornata | Avellino | 2 – 1 | San Marino |  |

| 29 aprile 2007 32ª giornata | San Marino | 2 – 0 | Martina |  |

| 6 maggio 2007 33ª giornata | Gallipoli | 1 – 0 | San Marino |  |

| 13 maggio 2007 34ª giornata | San Marino | 1 – 3 | Ancona |  |